# Dean Bouzanis

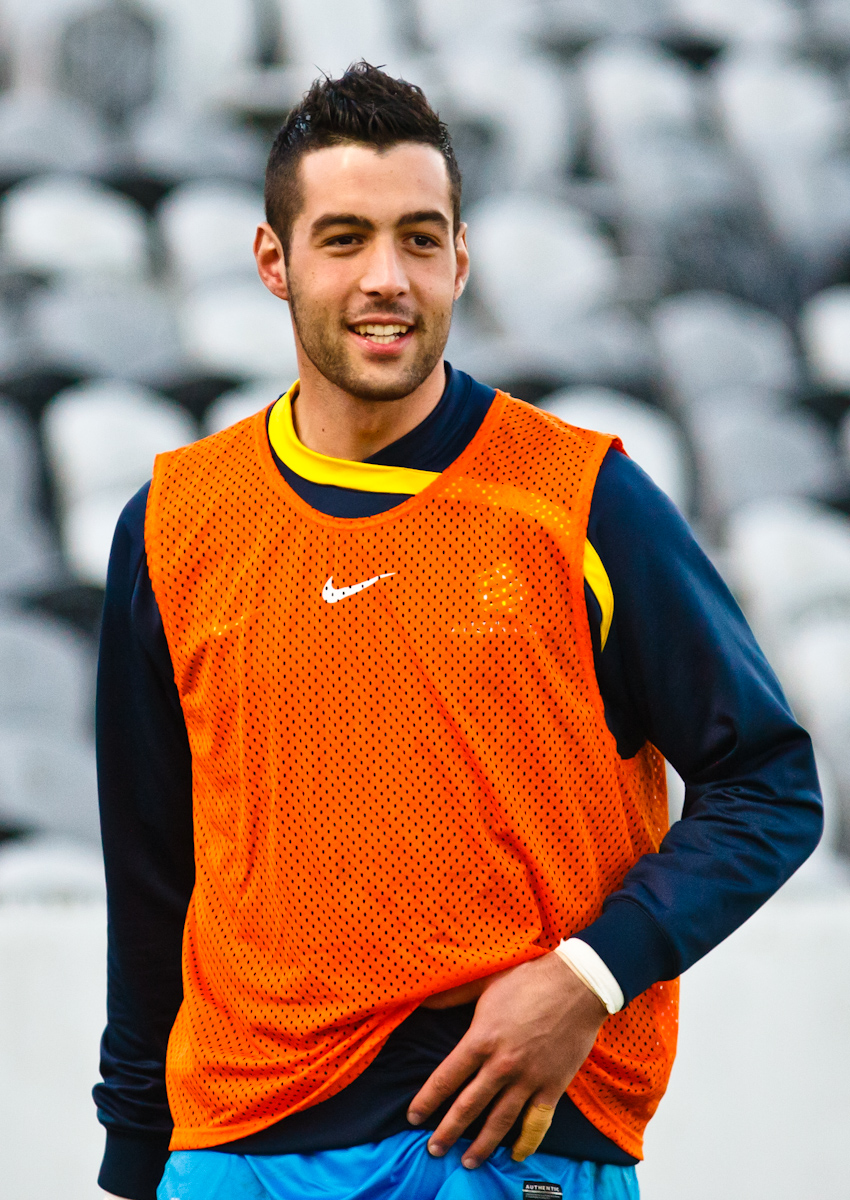
Dean Bouzanis

Dean Bouzanis, född 1990 i Sydney, är en australisk fotbollsmålvakt. Bouzanis värvades av Liverpool FC från Sydney FC år 2007 och tillhörde klubben till och med april 2011. Han har spelat med det australiska U17-, U20- och U23-landslaget samt med det grekiska U19-landslaget.